# Anthelephila discolor
Anthelephila discolor es una especie de coleóptero de la familia Anthicidae.

## Distribución geográfica
Habita en Laos.